# Чеканово (Третьяковський район)
Чека́ново (рос. Чеканово) — селище у складі Третьяковського району Алтайського краю, Росія. Входить до складу Корболіхинської сільської ради.

## Населення
Населення — 4 особи (2010; 13 у 2002).
Національний склад (станом на 2002 рік):
- росіяни — 100 %